# Dynastie Nováků
Dynastie Nováků je třináctidílný československý televizní seriál z roku 1982, natočený režisérem Ivem Novákem podle scénáře Františka Vlčka.

## Děj
Děj se zaměřuje na železničářskou rodinu Nováků. Bývalý strojvedoucí Maxmilián má doma velký železniční model. Jeho syn Jan vede brigádu socialistické práce na elektrifikaci a má tři děti. Starší syn Pepa pracuje jako mistr v autoservisu, dcera Lída je výpravčí a je vdaná za vedoucího konzumu Emila Kučeru a nejmladší z rodu, Martin, odmaturoval na železniční průmyslovce. Jan dostal na své padesáté narozeniny státní vyznamenání. Lída z rodinné oslavy odešla vyzvednout svého manžela z práce, kde ho najde s kolegyní Helenou, které Emil půjčil peníze na kožich. Ovšem předtím nechtěl Lídě tytéž peníze na kožich dát. Lída nepočkala na vysvětlení a utekla zpět na rodinnou oslavu. Doma pak opět našla Emila s Helenou. Naštvala se a odstěhovala se zpět domů, kde začalo být těsno.
Jan, který rád pěstuje květiny, si splní sen a koupí si malou zahrádku. Pepa má malý byt a plánuje, že vymění svůj a otcův byt za jeden velký, kde by mohla bydlet celá rodina. Martin dostane místo v kapele jako bubeník a zamiluje se do její zpěvačky Jany. Lída vyhledá právníka dr. Šestáka, chce se s ním poradit o rozvodu. Pepa před manželkou Jiřinou tají, že má z předchozího vztahu syna Tomáška, na kterého platí alimenty a dojíždí za ním do Hořovic, kde chlapec bydlí se svou tetou Ivankou a babičkou Zdeňkou. Jan rodině předvede svou zahrádku, Pepa však na oslavě chybí, vymluví se na melouch a jede za Ivankou, která mu oznámí, že se bude vdávat, ale její budoucí manžel Tomáška nechce. Lída šla do kina s dr. Šestákem.
Novákovi se přestěhují do velkého bytu, Pepa opět musí do Hořovic, cestou ho přepadnou dva chovanci z nápravného ústavu, ukradnou mu auto a nechají jej spoutaného v lese. Z lesa jej zachrání traktoristka, odveze jej na policii, která již ukradené auto zadržela. Při návratu domů Pepa sdělí otci, že má syna. Jiřina si myslí, že je jí Pepa nevěrný a chce s ním mít dítě, na gynekologii se dozví, že po prodělaném potratu v mládí už dítě mít nemůže. Svěří se tchánovi, který jí navrhne, aby adoptovali dítě. Emil i Lída se snaží, aby ten druhý žárlil a na železničářský večírek si přivedou partnery. Jiřina plánuje, že adoptují holčičku, Pepa chce adoptovat Tomáška. Jiřina zjistí, že manžel platí čtyři sta korun měsíčně jakési Zdeňce Kohoutkové a s dědou Maxem se do Hořovic vypraví, nic nezjistí, protože Pepa odvezl babičku se synem do Prahy, aby je nenápadně představil manželce. Během návštěvy v zoo se sblíží Jan s babičkou Kohoutkovu a malý Tomášek se ztratí. Jan řekne Jiřině pravdu o Tomáškovi, ta je ráda, že za tím není nic víc.
Martin se zpěvačkou Janou plánují soukromý večírek na otcově chatě, ovšem její kolegové z kapely za nimi jedou a v bitce zahrádku poničí. Emil s Lídou se sejdou v jejich bytě, aby si rozdělili před rozvodem majetek, vypadá to však, že se mají stále rádi. Helena Soukupová pozve Emila k rodičům, kde ho představují jako svého snoubence. Emil se musí snažit, aby se z jejích osidel vymanil. Janův kolega Hampl se ve volném čase věnuje kouzelnictví a snaží se ušetřit, kde se dá. Při krádeži benzínu z cisterny dojde k výbuchu a Hampl je zraněný odvezen do nemocnice. Martin přes nesouhlas otce odejde ze školy. Dostal roli ve filmu, z té se však vyklubala reklama na limonádu. Večer odjede s Janou na otcovu chatu, při zpáteční cestě havaruje a zlomí si nohu.
Hampl se snaží, aby se zapomnělo na jeho incident a přinese zlepšovací návrh. Martin opět začal studovat. Jan se s paní Kohoutkovou rozhodl Emila s Lídou usmířit a tajně jim koupil zájezd. Lída se zde potká s dr. Šestákem a Emil z trucu navazuje známosti se sličnými rekreantkami. Jan zjistí příběh jednoho ze zlodějů Pepova auta, který je bratrem jejich kolegy Jirky. Rozhodne se jej dostat z polepšovny a Hampl si jej vezme na starost. Zdeňka Kohoutková s Janem Novákem plánují svatbu, svěří se pouze Martinovi. Zdeňka chystá pro Jana překvapení, prodá svůj dům, výměnou získá byt v Praze a koupí auto. Jan nic netuše se však rozhodne z rodinného bytu odstěhovat právě do Hořovic, kde spatří nějakého pána s autem u paní Kohoutkové, myslí, že jej nastávající manželka podvádí a chce zrušit svatbu. Vše se však vysvětlí a rodina na hořovickém zámku uspořádá velkou svatbu.

## Obsazení
| Radoslav Brzobohatý  | Jan Novák                                     |
| Josef Kemr           | Maxmilián Novák                               |
| Jaromír Hanzlík      | Pepa Novák                                    |
| Kateřina Macháčková  | Jiřina Nováková                               |
| Oldřich Kaiser       | Martin Novák                                  |
| Hana Maciuchová      | Lída Nováková-Kučerová                        |
| Miroslav Zounar      | Zoula                                         |
| Oldřich Vízner       | Emil Kučera                                   |
| Josef Somr           | Hampl                                         |
| Jiří Lábus           | Jirka Kubíček                                 |
| Petr Skarke          | Jeřábek                                       |
| Jiří Ptáčník         | Pavel                                         |
| Petr Nárožný         | JUDr. Šesták                                  |
| Taťjana Medvecká     | Jana Procházková                              |
| Jiří Kadeřábek       | Tomášek                                       |
| Karolina Slunéčková  | Zdenka Kohoutková                             |
| Svatopluk Beneš      | JUDr. Nejedlo                                 |
| Iva Janžurová        | Helena Soukupová                              |
| Regina Rázlová       | zubní lékařka                                 |
| Tomáš Juřička        | Slávek Kubíček                                |
| Naďa Konvalinková    | Ivanka Kohoutková                             |
| Karel Smyczek        | režisér                                       |
| Čestmír Řanda        | primář                                        |
| Bohumil Švarc        | náměstek ministra dopravy Ing. Karel Táborský |
| Zdeněk Dítě          | Vodrážka                                      |
| Libuše Švormová      | Zoulová                                       |
| Raoul Schránil       | profesor Dr. Kafka                            |
| František Filipovský | Kurz                                          |
| Jaroslav Moučka      | Soukup                                        |

## Seznam dílů
1. Narozeniny
2. Rozchod
3. Kouzelník
4. Nevěra
5. Nahý v trní
6. Večírek
7. Ztracené dítě
8. Mejdan
9. Jahodový král
10. Výbuch
11. Výlet do Krumlova
12. Dovolená
13. Tajná svatba

## Hudba
Hudbu k seriálu napsal skladatel Petr Hapka. Zazní mimo jiné píseň Mít svůj kout v podání zpěvačky Jitky Zelenkové. Ta pro seriál nazpívala celkem tři skladby, Mít svůj kout se stala jedním z nejznámějších hitů zpěvačky, která ji zařadila na své řadové album Kdo jsem vlastně já...